# День морської піхоти України
День морської піхоти — професійне свято військовослужбовців морської піхоти Військово-морських сил Збройних сил України, яке відзначається щороку 23 травня.
Свято започатковане 2014 року, і у 2014—2017 роках відзначалося 16 листопада. Чинна дата святкування 23 травня встановлена від 2018 року Указом Президента України № 145/2018 «Про День морської піхоти України».

## Історія
Початкове встановлене Указом Президента України № 352/2014 «Про День морської піхоти» на 16 листопада.
|                                                                                              | З метою відродження і розвитку національних військових традицій, ураховуючи важливу роль морської піхоти Військово-Морських Сил Збройних Сил України у забезпеченні обороноздатності держави, та відповідно до статті 112 Конституції України постановляю: 1. Установити в Україні День морської піхоти, який відзначати щороку 16 листопада. 2. Цей Указ набирає чинності з дня його опублікування. |
| — Виконувач обов'язків Президента України, Голова Верховної Ради України Олександр Турчинов, | |

Фактично приурочено до дати затвердження й першого складання присяги морського піхотинця в 1992 році.
Від 2018 року відповідно до вшанування на загальнодержавному рівні 100-річчя Української революції — першого досвіду українського державотворення у ХХ столітті. Святкування Дня морської піхоти України відбувається 23 травня кожного року. Саме в цей день 1918 року гетьман Скоропадський видав указ України по Морському відомству «Про початок формування бригади морської піхоти у складі трьох полків для несення служби».
23 травня 2018 року Президент України на урочистій церемонії у Миколаєві вручив морським піхотинцям нові берети барви морської хвилі.
Першим берет нового зразка отримав Командувач морської піхоти України генерал-майор Юрій Содоль, після чого нові берети отримали командири бригад і батальйонів.
Далі одночасно чорні берети на берети кольору морської хвилі змінили морпіхи на бойових позиціях поблизу населених пунктів Широкине, Лебединське, Водяне, Чормалик, на адміністративному кордоні з тимчасово окупованою територією Криму — на Чонгарі, на узбережжях Чорного і Азовського морів, а також на борту середнього десантного корабля «Юрій Олефіренко».
Президент також вручив Юрію Содолю бойовий прапор Командування морської піхоти.
Частина військовослужбовців 1-го окремого батальйону морської піхоти відмовилася змінювати берети й влаштували демарш. Начальник прес-центру ВМС ЗСУ Олег Чалик повідомив, що відмова морпіхів надіти нові берети в присутності Президента був «особистою позицією окремих військовослужбовців». Чалик підкреслив, що більшість морських піхотинців наділи нові берети, а ті, хто відмовився це зробити, в основному вже були звільнені в запас на момент проведення церемонії. Є відповідний наказ, який обов'язковий для виконання.
23 травня 2019 року під час святкування Дня морської піхоти України в Маріуполі новосформована 35-та окрема бригада морської піхоти отримала бойове знамено.